# Aa sphaeroglossa
Aa sphaeroglossa је врста из рода орхидеја Aa из породице Orchidaceae, која је пореклом из Боливије. Први пут је описан 1922. године.